# 非法傳輸
非法傳輸指對有版權和著作權資料的無授權傳輸，是法律概念和電腦網絡行為，屬非法行為。

## 上載與下載
非法下載主要指下列兩種行為：
1. 非法下載是指非經授權，進行下載并轉散佈。下載并轉散佈者可能會被原著作權人提告，而被拘捕。大多屬於告訴乃論，大量提供非法下載的相關網站或工具的開發者，也會有被提告侵權的危險。
2. 利用駭客技術或其它的不法手段，竊取他人放置於網絡或個人電腦中的私人資料或檔案。這類的行為，可能構成竊盜罪或妨礙電腦使用罪。

非法上載或稱非法分享，是非法下載進行的基礎。非法下載通常不是盈利行為，非法上載卻不然（也有0day的非盈利存在），或簡接成為盈利渠道。非法上傳與盜版有著密切關係，兩者都是經由無合法授權渠道獲得版權或著作權資源。

## 下載或轉散佈的工具
- P2P的檔案分享工具，常被利用為檔案下載與轉散佈的工具。因為這類的工具，使用者在提供檔案給他人時，無需自行架設伺服器。而且不限於單一來源的下載，比較沒有斷檔沒下載完的困擾。
- HTTP協議：大容量的免費網路硬碟，或網頁空間，也常被利用做為檔案分享使用。
- FTP協議：個人電腦自行架站
- 使用者可自由上傳影片的網站，這類的網站大多對於上傳影片的版權撿查不夠嚴謹。

### 因為侵權爭議而終結的軟體
- WinMX
- Foxy

## 非法傳輸侵權案例
- 香港古惑天皇案

## 相關
- 檔案分享程式比較
- 0day
- MP3
- 著作權